# Malte Grunert
Malte Grunert (1967) è un produttore cinematografico tedesco, candidato al Premio Oscar al miglior film per Niente di nuovo sul fronte occidentale.

## Biografia
Nel 1996, ha prodotto la serie Auf Achse. Nel 2006, ha prodotto il film Neger, Neger Schornsteinfeger! Jörg Grünler con Veronica Ferres. Nel 2009, ha fondato la casa di produzione Amusement Park, con sede a Berlino e Amburgo. Nel 2015, ha prodotto Land of Mine - Sotto la sabbia, il quale è stato candidato al Premio Oscar al miglior film in lingua straniera. Nel 2023, è stato candidato al Premio Oscar al miglior film per Niente di nuovo sul fronte occidentale di Edward Berger. Nel giugno dello stesso anno, è entrato a far parte dell'Academy of Motion Picture Arts and Sciences.

## Filmografia

### Cinema
- I tre investigatori e l'isola misteriosa (The Three Investigators and the Secret of Skeleton Island), regia di Florian Baxmeyer (2007)
- La ribelle Zora (Die rote Zora), regia di Peter Kahane (2008)
- Il grido della civetta (The Cry of the Owl), regia di James Thraves (2009)
- I tre investigatori e il castello del terrore (The Three Investigators and the Secret of Terror Castle), regia di Florian Baxmeyer (2009)
- Otto's Eleven, regia di Sven Unterwaldt Jr. (2009)
- Perfect Sense, regia di David Mackenzie (2011)
- You Instead, regia di David Mackenzie (2011)
- La spia - A Most Wanted Man (A Most Wanted Man), regia di John le Carré (2014)
- Turner (Mr. Turner), regia di Mike Leigh (2014)
- Land of Mine - Sotto la sabbia (Under Sandet), regia di Martin Zandvliet (2015)
- Remainder, regia di Omer Fast (2015)
- La conseguenza (The Aftermath), regia di James Kent (2019)
- My Zoe, regia di Julie Delpy (2019)
- Nebenan, regia di Daniel Brühl (2021)
- Niente di nuovo sul fronte occidentale (Im Westen nichts Neues), regia di Edward Berger (2022)

### Televisione
- Auf Achse - serie TV, 7 episodi (1996)
- Der blonde Alfe, regia di Thomas Jauch - film TV (1999)
- Nicht ohne meine Eltern, regia di Christian von Castelberg - film TV (1999)
- Donna Leon - serie TV, 6 episodi (2000-2003)
- Einsatz in Hamburg - serie TV, episodio 1x03 (2002)
- Liebe in letzter Minute, regia di Martin Enlen - film TV (2003)
- Die Rückkehr des Vaters, regia di Jörg Grünler - film TV (2004)
- Bella Block - serie TV, episodio 1x17 (2004)
- Durch Liebe erlöst - Das Geheimnis des roten Hauses, regia di Jörg Grünler - film TV (2005)
- Neger, Neger, Schornsteinfeger!, regia di Jörg Grünler - film TV (2006)
- Das Leben ist kein Kindergarten, regia di Katja Benrath - film TV (2020)
- Dast Leben ist kein Kindergarten - Umzugschaos, regia di Esther Gronenborn - film TV (2021)
- Munich Games - miniserie TV (2022)
- Das Leben ist kein Kindergarten 3, regia di Sinje Köhler - film TV (2023)

## Riconoscimenti
- Premio Oscar
  - 2023 - Candidatura al miglior film per Niente di nuovo sul fronte occidentale
- Premi BAFTA
  - 2023 - Candidatura al miglior film per Niente di nuovo sul fronte occidentale
  - 2023 - Miglior film in lingua straniera per Niente di nuovo sul fronte occidentale